# Алістер Кармайкл
Александр Моррісон «Алістер» Кармайкл (англ. Alexander Morrison «Alistair» Carmichael; нар. 15 липня 1965, Айлей, Шотландія) — британський політик, ліберальний демократ. Член Палати громад від виборчого округу Оркней і Шетланд з 2001. Міністр у справах Шотландії в уряді Девіда Камерона з 7 жовтня 2013.